# Domingo Belestá
Domingo Belestá y Pared (1742-1819) fue un ingeniero militar español que, como general, tuvo un papel menor en la guerra de la Independencia española.
Tras trabajar en proyectos como el de la cañería de Álava, el canal de Campos (un ramal, entre Calahorra de Ribas y Medina de Rioseco, del canal de Castilla) o el paseo de la Explanada (Barcelona), en 1790 se le encarga un estudio para abastecer con agua a Salamanca.
Tras destinos en Menorca y en las costas de Granada y Cataluña, se le encargó la construcción de un nuevo camino desde Málaga hasta Vélez-Málaga y, poco después, entre 1791 y 1792, ya como teniente coronel del Cuerpo de Ingenieros del Ejército, a petición de la Sociedad de Anticuarios de Londres, el conde de Floridablanca le encarga presidir una comisión para localizar donde se libró la batalla de Munda.
En 1793, Belestá propuso restaurar y convertir la Alhambra en una fortaleza y su palacio de Carlos V en un colegio militar. Aunque, finalmente, en 1798 se decidió llevar a cabo el proyecto, su alto coste —2,4 millones de reales— y el hecho de encontrarse España en aquellos momentos en guerra contra Inglaterra, de nuevo se decidió el aplazamiento del proyecto, que finalmente no se realizaría.
En 1794 es nombrado maestro de Matemáticas y el año siguiente, y hasta 1802, sería director de la Real Academia Militar de Matemáticas de Barcelona, ubicada en la Ciudadela de Barcelona, siendo el último en ostentar este cargo.
Alrededor de 1796 preparó un proyecto para la defensa de la zona de Cádiz.
Más tarde, fue integrante de una de las tres columnas —la del general Taranco, con 6500 soldados, que ocupó Oporto el 13 de diciembre de 1807— con las cuales, según los términos del Tratado de Fontainebleau, España se comprometió a complementar a los 28 000 soldados que Junot dirigía a través de España para invadir Portugal, Belestá se convierte en el nuevo comandante de la guarnición de la ciudad, tras el fallecimiento de Taranco el enero siguiente.
El 6 de junio de 1808, cuando las noticias de la rebelión en España llegaron a Oporto, Belestá arrestó al gobernador francés, general Quesnel, y su escolta de 30 dragones (o 65, según José Muñoz Maldonado), y se retiró de Oporto uniéndose a los ejércitos que luchaban contra los franceses.